# Partido Libertador
Partido Libertador (PL) foi um partido político brasileiro que existiu durante dois períodos, de 1928 a 1937 e depois entre 1945 e 1965. Defendia o sistema parlamentarista de governo e o federalismo.
O PL foi fundado em 1928 por políticos do antigo Partido Federalista do Rio Grande do Sul, especialmente Joaquim Francisco de Assis Brasil e Raul Pilla. Participou da Frente Única Gaúcha, coligação com o antes adversário Partido Republicano Riograndense para o lançamento de um candidato gaúcho com chances de vitória na eleição presidencial de 1930. Com a derrota do candidato, Getúlio Vargas, do Partido Republicano Rio-Grandense (PRR), participou da Revolução Liberal que marcou o fim da República Velha e a chegada de Vargas ao poder. O PL viria, depois, a romper com Vargas e seria extinto na instauração do Estado Novo. Participou das eleições para a Constituinte em 1933, elegendo Assis Brasil, ainda integrando a Frente Única, e do pleito de 1934, quando elegeu representantes na assembleia gaúcha.

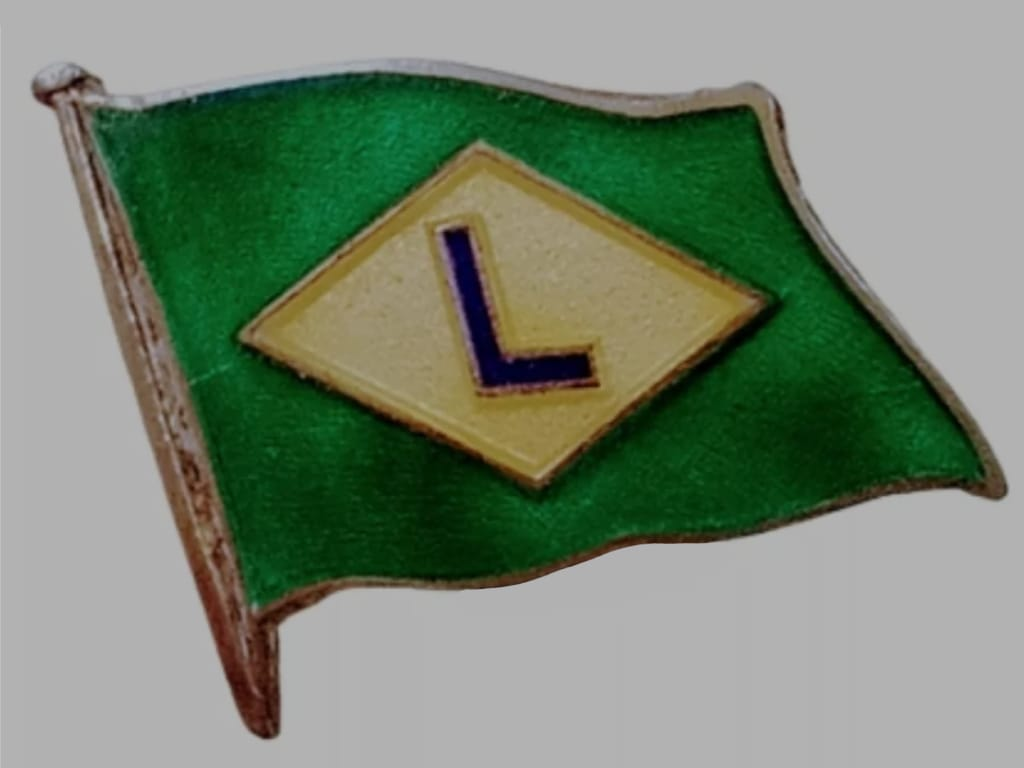
Símbolo em formato da bandeira do Brasil

O Partido Libertador foi reorganizado num congresso entre 10, 11 e 12 de agosto de 1945, e registrado no TSE em 10 de novembro de 1945, após o fim do Estado Novo, e seu primeiro presidente seria Raul Pilla. Herdeiro da política pré-1930, quando não havia partidos de âmbito nacional e os partidos estaduais eram mais representativos. O PL era forte no Rio Grande do Sul, em especial nas regiões do pampa e da fronteira, e tímido nacionalmente, embora tenha logrado algumas vitórias, como a eleição de José Américo de Almeida para governador da Paraíba, liderando uma dissidência da União Democrática Nacional (UDN). Pautou sua política e sua atuação no Congresso Nacional pela defesa da implantação do parlamentarismo no Brasil. Quando da renúncia de Jânio Quadros, a qual se seguiu a Campanha da Legalidade, pela posse de João Goulart, sugeriu a troca do regime presidencialista pelo parlamentarismo, medida que possibilitou a posse de Jango. O PL foi extinto, juntamente com os demais partidos da época, pelo Regime Militar, por intermédio do AI-2, de 27 de outubro de 1965.
O AI-2 instaurou o bipartidarismo, criando a Aliança Renovadora Nacional (ARENA), partido de sustentação do Regime, e o Movimento Democrático Brasileiro (MDB), de oposição. Durante o regime militar muitos integrantes do PL abandonaram a participação nas disputas eleitorais. A maioria migrou para a ARENA, pois no MDB estavam os republicanos e os integrantes do partido de Getúlio Vargas a quem faziam oposição. Um exemplo de egresso do Partido Libertador com longevidade política é Paulo Brossard de Souza Pinto, com militância no MDB, e posteriormente, no PMDB.